# 华氏温标

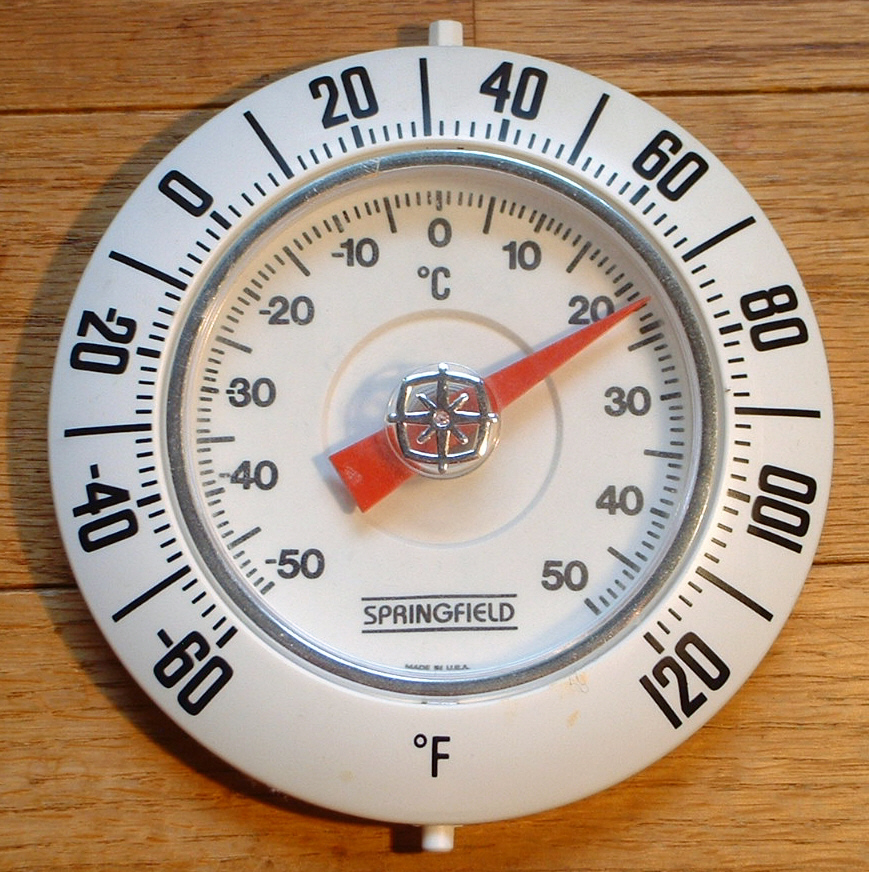
溫度計，外圈為华氏溫標，內圈則為攝氏溫度。

使用華氏為單位的國家
華氏與攝氏都有用的地區
使用攝氏為單位的國家

華氏溫標（英語：Fahrenheit）是一种溫標，符号为℉。华氏溫標的定義是：在标准大气压下，冰的熔点为32℉，水的沸点为212℉，中间等分180份，每等分为华氏1度。

## 历史
根據德國科學家華倫海特於1724年所寫的一篇期刊，他使用三個參考溫度來標示他的刻度。將溫度計放入由冰、水以及氯化銨所混合而成的鹽水中，量的刻度即為零度，因為這是當時能製造出最低溫度的物品。鹽水是一種制冷混合物，可以將溫度自動維持在華氏零度。第二個刻度是32度，為將溫度計放恰好有冰形成於表面的水中所量得的刻度。第三個刻度為96度，為將溫度計照含入口中，或夾在腋下時所量得的刻度。華倫海特表示，使用此一刻度，水銀約在600度時沸騰。
之後，其他科學家觀察到水的沸點比冰點約高180度，並決定重新定义華氏溫標，使得沸點剛好高於冰點180度。因為這個緣故，人體的正常體溫也修正成了98.6度，而不是原來的96度。
1970年代以前，英国及其前殖民地国家多使用华氏溫標，20世纪后期，全球绝大多数国家开始向国际单位制转换，使用摄氏溫標替代了华氏溫標，到现在，只有美国、开曼群岛、伯利兹等极少数国家和地區仍保留华氏溫標为法定计量单位。
在美国，华氏温度普遍使用于日常生活，如天气预报、厨房烤箱、冰箱等。美国支持保留华氏溫標的人提出的一个重要理由是它更加精確。与摄氏溫標相比，华氏溫標的一度要比摄氏溫標小，当精确到整数时，华氏溫標比摄氏溫標准确。另外，华氏溫標的0度比摄氏溫標0度要低，在表达常用温度时，通常可以避免出現負數溫度。

## 换算

### 公式
{\displaystyle {}^{\circ }\mathrm {F} ={\frac {9}{5}}({}^{\circ }\mathrm {C} )+32}
{\displaystyle {}^{\circ }\mathrm {C} ={\frac {5}{9}}({}^{\circ }\mathrm {F} -32)}

### 溫度間隔
- 非特異性溫度間隔的轉換公式：

{\displaystyle {}1^{\circ }F=1^{\circ }R={\frac {5}{9}}{}^{\circ }C={\frac {5}{9}}K}
例如：
{\displaystyle \pm 1^{\circ }F=\pm 0.5556^{\circ }C}